# イースト新書
イースト新書（イーストしんしょ）は、株式会社イースト・プレスが発行するの新書レーベル。
社会科学系ノンフィクションに特化している。

## 概要
2013年6月3日創刊。
コンセプトは、"「この国のかたち」を考える！"である。
イースト・プレス創立25周年を記念して創刊された。
編集長は木村健一。市場が飽和状態であることは承知のうえで、力のあるノンフィクションを刊行したい、という強い思いのもとに創刊された。
スポーツ界において、暴力やパワーハラスメントの問題が浮上していた時期に『日本柔道の論点』（山口香）が刊行され、タイムリーな出版となった。
装丁はOCTAVEによる。

## 創刊ラインナップ
創刊ラインナップは、次のとおり。
1. 被災地から問う この国のかたち（玄侑宗久 / 和合亮一 / 赤坂憲雄）
2. 監督の器（野村克也）
3. 日中新冷戦構造（石平）
4. 天才と死（荒木経惟）
5. 脱フクシマ論（星亮一）
6. 日本柔道の論点（山口香）
7. 武道は教育でありうるか（松原隆一郎）

## 関連事項
- イースト・プレス